# Loxosomella museriensis
Loxosomella museriensis är en bägardjursart som beskrevs av Bobin 1968. Loxosomella museriensis ingår i släktet Loxosomella och familjen Loxosomatidae. Inga underarter finns listade i Catalogue of Life.